# Solliès-Pont
Solliès-Pont – miejscowość i gmina we Francji, w regionie Prowansja-Alpy-Lazurowe Wybrzeże, w departamencie Var.
Według danych na rok 1990 gminę zamieszkiwało 9525 osób, a gęstość zaludnienia wynosiła 537 osób/km² (wśród 963 gmin regionu Prowansja-Alpy-W. Lazurowe Solliès-Pont plasuje się na 74. miejscu pod względem liczby ludności, natomiast pod względem powierzchni na miejscu 542.).